# Microregione di Marília
Marília è una microregione dello Stato di San Paolo in Brasile, appartenente alla mesoregione di Marília.

## Comuni
Comprende 13 comuni:
- Álvaro de Carvalho
- Alvinlândia
- Echaporã
- Fernão
- Gália
- Garça
- Lupércio
- Marília
- Ocauçu
- Oriente
- Oscar Bressane
- Pompeia
- Vera Cruz